# Kij (postać legendarna)

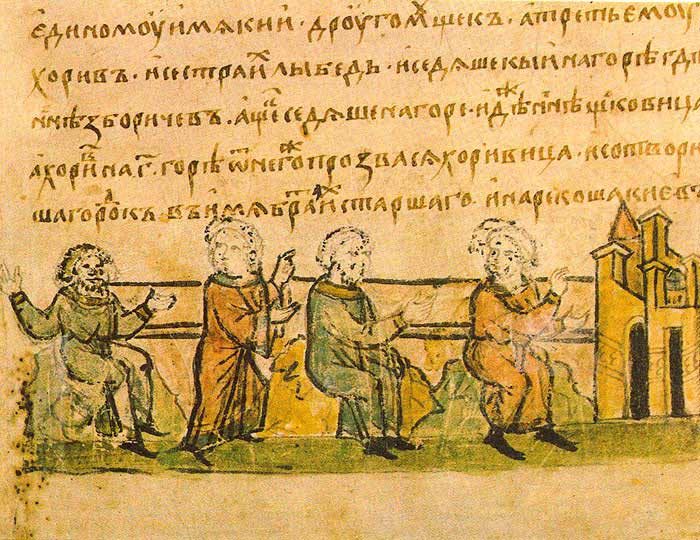
Kij, Szczek, Choryw i Łybedź na ilustracji w Latopisie Radziwiłłowskim

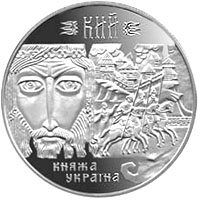
Moneta kolekcjonerska o nominale 10 hrywien poświęcona księciu Kijowi

Kij (Кий) – legendarny książę, założyciel i pierwszy władca Kijowa.

## W kronice Nestora
Według Powieści minionych lat był przywódcą jednego z rodów Polan wschodnich. Miasto Kijów założył wraz z braćmi Szczekiem i Chorywem, oprócz nich miał także siostrę imieniem Łybedź. Później miał wraz z drużyną chodzić do Carogrodu, gdzie służył jednemu z cesarzy i cieszył się jego szacunkiem. Następnie założył gród Kijowiec nad Dunajem, gdzie chciał się osiedlić, jednak został stamtąd wygnany przez okoliczne plemiona i powrócił do Kijowa. 
Nestor nie znał imienia wspomnianego przez siebie cesarza, a zatem i czasu opisywanych przez siebie wydarzeń, jednak historycy uznający prawdopodobieństwo jego przekazu (na przykład Boris Rybakow) uważają, że mógł to być cesarz Justynian I Wielki, gdyż za jego rządów w armii bizantyńskiej służyli liczni Słowianie i budował on grody warowne nad Dunajem. Nestor przytacza też inną wersją legendy, wedle której Kij miał być przewoźnikiem a miasto powstało w miejscu, używanej przez niego przeprawy przez Dniepr, jednak zaznacza, że uważa ją za fałszywą.

## W innych źródłach
Legenda podobna do podania o Kiju i jego braciach pojawia się już w źródłach ormiańskich z VI/VII wieku, autorstwa historyka Zobiego Glaki. Bohaterowie noszą tam imiona Kuar, Meltej i Chorean (zobacz Kaganat Chazarski). Prawdopodobnie wpływ na powstanie legendy Nestora w XII wieku miała istniejąca już opowieść ormiańskiego historyka.